# Nephoneura mashunensis
Nephoneura mashunensis är en insektsart som beskrevs av Louis Albert Péringuey 1910. Nephoneura mashunensis ingår i släktet Nephoneura och familjen fjärilsländor. Inga underarter finns listade i Catalogue of Life.